# Gonzalo Castañeda
Gonzalo Castañeda (Guayaquil, Ecuador; 24 de enero de 1947) es un exfutbolista de Ecuador que jugaba en la posición de delantero centro.

## Carrera

### Club
| Periodo   | Club                      |
| --------- | ------------------------- |
| 1967-1974 | CS Emelec                 |
| 1972      | → LDU Portoviejo (cedido) |
| 1975-1977 | Deportivo Cuenca          |
| 1978      | LDU Quito                 |
| 1979      | Manta FC                  |
| 1980-1981 | CS Emelec                 |

### Selección nacional
Jugó para Ecuador en ocho ocasiones de 1973 a 1975 y anotó tres goles, dos de esos goles fueron en la Copa América 1975.